# Bluff Master
Bluff Master ist ein Hindi-Film von Manmohan Desai aus dem Jahr 1963. Dieser Film zeigt Shammi Kapoor in seinen Anfängen der Swinging Sixties-Ära, die weibliche Hauptrolle spielt Saira Banu.

## Handlung
Der in Bombay lebende Ashok kann sich in der Metropole nur mit Tricks über Wasser halten. Als Betrüger ergattert er sich eine Kamera, um bei einer Zeitung als Fotograf zu arbeiten. Tatsächlich bekommt er den Job und legt sich schon am ersten Tag unwissend mit seiner jungen Chefin Seema an. Sie lebt mit ihrem Onkel zusammen und hat die Zeitung von ihrem Vater geerbt. Sie ändert ihre Meinung über Ashok, als ein gewisser Kumar um ihre Hand anhalten will. Seema sucht die Nähe zu Ashok und die beiden verlieben sich, nicht zur Freude ihres Onkels und Kumars. Noch schwieriger wird die Situation, als Ashoks Mutter Jumna aus dem Dorf zu Besuch kommt. Ihr wurden die Ersparnisse der Dorfbewohner gestohlen und nun hofft sie auf die Unterstützung ihres Sohnes, den sie für einen einflussreichen Mann hält.
Mit dem Auftritt seiner Mutter kann Ashok seine erfundene Identität nicht mehr halten. Allen voran ist Seema sehr enttäuscht. Nun versucht Ashok mit der Wahrheit seine Ziele zu erreichen und will Seema damit beweisen, wie sehr er sie liebt. Tatsächlich kommen Seema und Ashok hinter Kumars wahre Absichten, denn Kumar ist eigentlich nur an Seemas Geld interessiert und steckt mit ihrem Onkel unter einer Decke. Daraufhin hecken Ashok und Seema gemeinsam einen Plan aus, wobei Seema ihrem Onkel und Kumar erzählt, dass der jeweils andere das ganze Vermögen für sich behalten will. Erst läuft alles nach Plan bis Kumar ihr Spiel durchschaut und Ashoks Mutter als Geisel nimmt. Mit dieser Erpressung versucht er das ganze Vermögen an sich zu reißen. Seema willigt ein und kommt zu dem vereinbarten Ort, allerdings nicht allein, denn Ashok begleitet sie heimlich. Es folgen einige Turbulenzen bis Kumar schließlich von der Polizei festgenommen wird.

## Musik
| Lied                                               | Sänger                          |
| -------------------------------------------------- | ------------------------------- |
| Oh Chali Chali Kaisi Hawa Ye Chali                 | Shamshad Begum, Usha Mangeshkar |
| Socha Tha Hum Pyar Na Karenge Surat Pe Hum Yaar    | Mukesh                          |
| Husn Chala Kuchh Aisi Chal                         | Lata Mangeshkar, Mohammad Rafi  |
| Govinda Ala Re                                     | Mohammad Rafi                   |
| Bedardi Dagabaaz Jaa Tu Nahi Balam Mera            | Lata Mangeshkar                 |
| Aei Dil Aub Kahi Le Jaa Na Kisi Ka Mai Na Koi Mera | Hemant Kumar                    |
| Jab Se Tujhe Jaan Gayee Hay Meri Jaan Gayee        | Lata Mangeshkar                 |

Die Liedtexte zur Musik von Kalyanji-Anandji schrieb Rajendra Krishan.